# Skořice
Skořice är en ort i Tjeckien.   Den ligger i regionen Plzeň, i den centrala delen av landet, 70 km sydväst om huvudstaden Prag. Skořice ligger 546 meter över havet och antalet invånare är 242.
Terrängen runt Skořice är platt åt sydväst, men åt nordost är den kuperad. Trakten runt Skořice är nära nog obefolkad, med mindre än två invånare per kvadratkilometer. Närmaste större samhälle är Rokycany, 10,7 km nordväst om Skořice. I omgivningarna runt Skořice växer i huvudsak blandskog.